# 大唐西域記
『大唐西域記』（だいとう さいいきき）とは、唐僧玄奘が天竺周辺の見聞を口述し、弟子の弁機がそれを筆録したもの。646年（貞観20年）の成立。全12巻。
求法の旅を終えて帰国した玄奘は持ち帰った経巻の訳業を皇帝の太宗に願い出た。許可に当たって西域の詳細な報告書を提出するよう命じられ、編纂された報告書が本書である。
玄奘が歴訪したシルクロードを経由して中央アジアからインドにわたる110か国、および伝聞した28か国（更に16か国を付記する）について、具体的に城郭・地区・国の状況などを記している。歴史的・考古学的価値のみならず、地名の言語を漢字で音写しているため、言語学の資料としても貴重である。
インドや西域を知る基本文献として珍重され、日本の『今昔物語集』『宇治拾遺物語』といった説話集や『太平記』などの軍記物にも、本書に由来する逸話が数多く含まれる。中国においては、本書を基に『西遊記』が生まれた。

## 構成
- 巻1 - 自序・往路、中央アジア34ヶ国の概要[2]
- 巻2 - インド総説[2]
- 巻3・巻4 - 北インド[2]
- 巻4途中 - 巻10 - 中インド[2]
- 巻10途中 - 東インド・南インド[2]
- 巻11 - 南インド・西インド[2]
- 巻12 - 中央アジア・復路[2]

## 内容

シルクロードの主要なルート（1世紀ごろ）

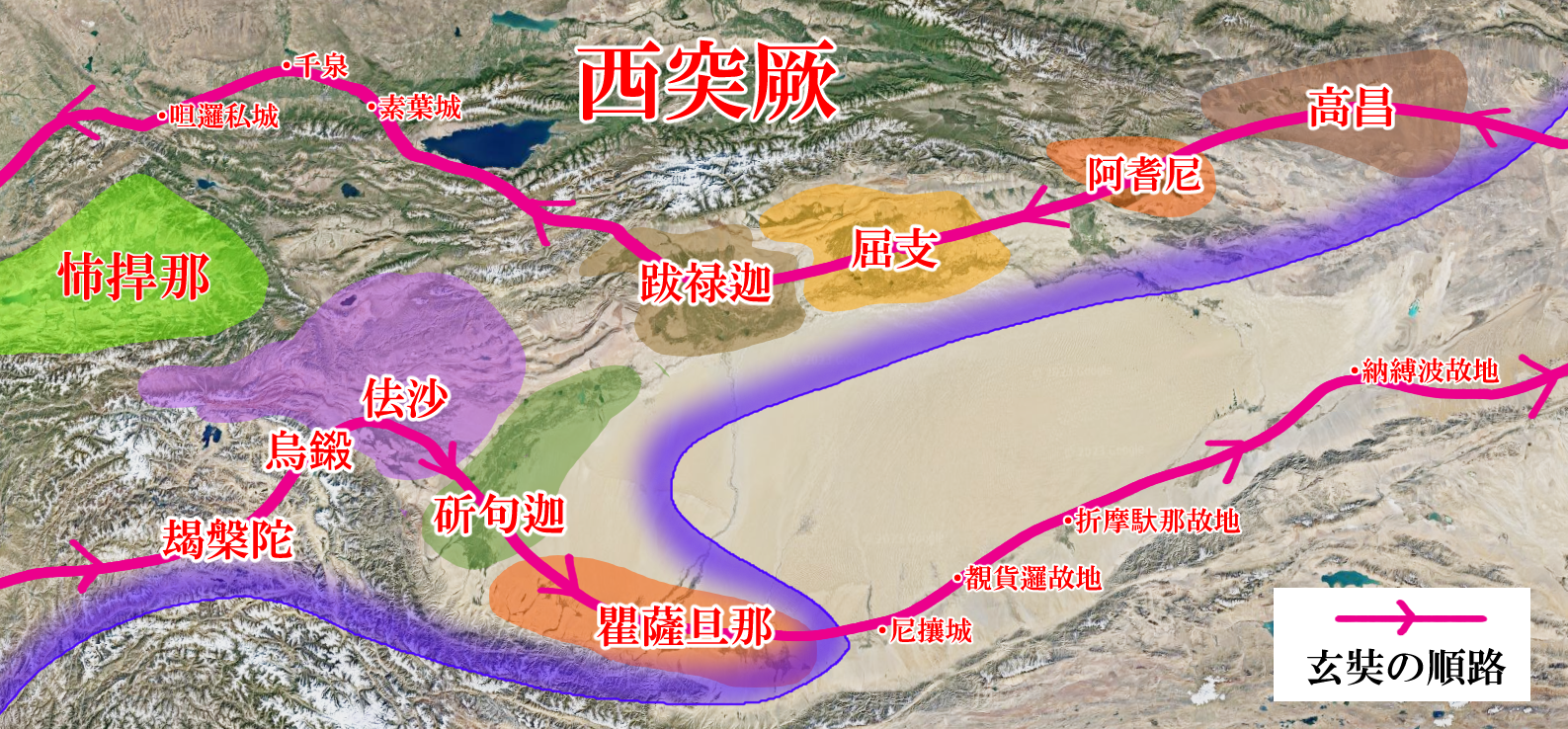
7世紀のタリム盆地（大唐西域記）

### 巻第一
- 古代印度の世界像（須弥山説）
- 贍部州の四主
- 諸国の異俗
- 胡人の習俗

（タリム盆地）
- 阿耆尼国（焉耆）
- 屈支国（クチ、亀茲）
- 跋禄迦国（バールカー、姑墨）

窣利（スーリ、ソグディアナ） - 窣利総記（ソグド人）
- 笯赤建国（ヌージカンド）
- 赭時国（チャーチュ、石国）
- 㤄捍国（フェルガナ、大宛）
- 窣堵利瑟那国（ストリシナ）
- 颯秣建国（サマルカンド、康国）
- 弭秣賀国（マーイムルグ、米国）
- 劫布呾那国（カブーダン、曹国）
- 屈霜儞迦国（クシャーニヤ、何国）
- 喝捍国（カリガーンカト、東安国）
- 捕喝国（ブハラ、中安国）
- 戊地国（パイカンド、西安国）
- 貨利習弥伽国（クワーリズム）
- 羯霜那国（史国）

覩貨邏（トカラ、トハリスタン） - 覩貨邏国総記
- 呾蜜国（テルメズ）
- 赤鄂衍那国（チャガヤーナ）
- 忽露摩国（カルーン）
- 愉漫国（シュマン）
- 鞠和衍那国（クワーヤーナ）
- 鑊沙国（ワクシュ）
- 珂咄羅国（クッタル）
- 拘謎陁国（クマード）
- 縛伽浪国（バグラーン）
- 紇露悉泯健国（ルーシミンガーン）
- 忽懍国（クルム）
- 縛喝国（バルク）
- 鋭秣陁国（アンバール）
- 胡寔健国（グーズガーン）
- 呾剌健国（ターラカーン）
- 掲職国（ガチ）
- 梵衍那国（バーミヤーン）
- 迦畢試国（カーピシー）

### 巻第二
- 印度総説

北印度
- 濫波国
- 那掲羅曷国（ナガラハル）
- 健馱邏国（ガンダーラ）

### 巻第三
- 烏仗那国（ウッディヤーナ）
- 鉢露羅国
- 呾叉始羅国（タクシャシラー）
- 僧訶補羅国（シンハプラ）
- 烏剌尸国（ウラシャー）
- 迦湿弥羅国（箇失蜜、カシミール）
- 半笯蹉国（パルノーツァ）
- 遏羅闍補羅国（ラージャプラ）

### 巻第四
- 磔迦国（タッカ）
- 至那僕底国（チーナブクティ）
- 闍爛達羅国（ジャーランダラ）
- 屈露多国（クルータ）
- 設多図盧国（シャタドル）

中印度
- 波理夜呾羅国（パーリヤートラ）
- 秣菟羅国（マトゥラー）
- 薩他泥湿伐羅国（スターネーシヴァラ）
- 窣禄勤那国（スルグナ）
- 秣底補羅国（マテプラ）
- 婆羅呼摩補羅国（ブラフマプラ） - 蘇伐剌拏瞿呾羅国（スヴァルナゴートラ、東女国）
- 瞿毗霜那国（ゴヴィシャーナ）
- 堊醯掣呾羅国（アヒチャットラ）
- 毗羅刪拏国（ヴィラサーナ）
- 劫比他国（カピタカ）

### 巻第五
- 羯若鞠闍国（カーニヤクブジャ）
- 阿踰陀国（アユダー）
- 阿耶穆佉国（アヤムカ）
- 鉢邏耶伽国（プラヤーガ）
- 憍賞弥国（カウシャーンビー）
- 鞞索迦国（ヴィサーカー）

### 巻第六
- 室羅伐悉底国（シラーヴァスティー、現サヘート・マヘート遺跡群）
- 劫比羅伐窣堵国（カピラヴァストゥ）
- 藍摩国（ラーマ）
- 拘尸那掲羅国（クシナガラ）

### 巻第七
- 婆羅痆斯国（バーラーナシー）
- 戦主国（ガルジャパティプラ、ガルジャナパティ）
- 吠舎釐国（ヴァイシャーリー）
- 弗栗恃国（ヴリジ）
- 尼波羅国（ネパーラ）

### 巻第八
- 摩掲陀国（マガダ）上

### 巻第九
- 摩掲陀国下

### 巻第十
- 伊爛拏鉢伐多国（イラーニヤパルヴァタ）
- 瞻波国（チャンパー）
- 羯朱嗢祇羅国
- 奔那伐弾那国（プンナヴァッダナ）

東印度
- 迦摩縷波国（カーマルーパ）
- 三摩呾吒国（サマタタ）
- 躭摩栗底国（タームラリプティー）
- 羯羅拏蘇伐剌那国（カルナスヴァルナ）
- 烏荼国（ウドラ）
- 恭御陀国（コーンゴーダ）

南印度
- 羯稜伽国（カリンガ）
- 憍薩羅国（コーサラ、コーサラ国とは別）
- 案達羅国（アーンドラ）
- 馱那羯磔迦国（ダーニヤカタカ）
- 珠利耶国（チョーダ）
- 達羅毗荼国（ドラヴィダ）
- 秣羅矩吒国（マライコッタ）

### 巻第十一
- 僧伽羅国（シンガラ）…セイロン島（羅刹国）

南印度
- 恭建那補羅国（コーンカナプラ）
- 摩訶剌侘国（マハラッタ）
- 跋禄羯呫婆国（バルカッチャパ）
- 摩臘婆国（マーラヴァ）
- 阿吒釐国（アターリ）
- 契吒国（カッタ）
- 伐臘毗国（ヴァラビ）

西印度
- 阿難陀補羅国（アーナンダプラ）
- 蘇剌他国（スラッタ）
- 瞿折羅国（グッジャラ）
- 鄔闍衍那国（ウッジャヤニー）
- 擲枳陀国
- 摩醯湿伐羅補羅国（マヘーシヴァラプラ）
- 信度国（シンドゥ）
- 茂羅三部盧国（今のムルターン）
- 鉢伐多国（パルヴァタ）
- 阿点婆翅羅国
- 狼掲羅国

（ペルシア）
- 波剌斯国（ペルシア）

西印度
- 臂多勢羅国（ピータシャイラ）
- 阿輿荼国（アヴァンダ）
- 伐剌拏国

### 巻第十二
- 漕矩吒国（ジャーグダ）
- 弗栗恃薩儻那国（ヴリジスターナ）

覩貨邏故地
- 安呾羅縛国（アンダラーバ）
- 闊悉多国（カスタ）
- 活国（グワル、クンドゥーズ）
- 瞢揵国（ムンガーン）
- 阿利尼国（アリーニ）
- 曷邏胡国（ラーグ）
- 訖栗瑟摩国（クルスマ）
- 鉢利曷国（パリーガル）
- 呬摩呾羅国（ヒーマタラ）
- 鉢鐸創那国（バダクシャーナ、バダフシャーン）
- 淫薄健国（ヤンバガーン）
- 屈浪拏国（クラーンナ、倶蘭）
- 達摩悉鉄帝国（ダルマスティティ、護蜜）

（パミール高原からタリム盆地）
- 尸棄尼国（シキーニ、識匿）
- 商弥国（シャミ）
- 朅槃陀国（カルバンダ、蒲犁、渇槃陀）
- 烏鎩国（ウサー）
- 佉沙国（カーシャ、疏勒）
- 斫句迦国（チャクカ、朱居、朱倶波）
- 瞿薩旦那国（ゴースターナ、于闐）

## 諸本
写本・版本
- 写本 - 日本伝来の古写本
- 版本 - 『四庫全書』・『四部叢刊』・『大正新脩大蔵経』等

近代の校注版
- 上海人民出版社の校点本（1977年）
- 中華書局の校注本（1985年）
- 羽田亨ほかによる校訂本（大日本図書、1911年） - 『大唐西域記校異・索引』と共に刊行
- 「西域行記索引叢刊1」（中西印刷(松香堂)刊、1999年）- 高田時雄・京大人文研共同研究班編

日本語訳
- 『中国古典文学大系 22　大唐西域記』（平凡社、1971年、第2版1979年） - 水谷真成訳註、改訂版・平凡社東洋文庫 全3巻（1999年）
- 『大乗仏典 中国編 9　大唐西域記』（中央公論社、1987年）- 高田時雄・桑山正進訳注、抄訳だが詳細な訳・解説
- 『西域記  玄奘三蔵の旅』（「地球人ライブラリー」小学館、1995年） - 桑山正進抄訳・解説での読み易い入門書